# Troisième circonscription d'Eure-et-Loir
La troisième circonscription d'Eure-et-Loir, dite parfois circonscription de Nogent-le-Rotrou, est l'une des 4 circonscriptions législatives françaises que compte le département d'Eure-et-Loir (28) situé en région Centre-Val de Loire.

## Description géographique et démographique

### De 1958 à 1986
La troisième circonscription d'Eure-et-Loir était composée de :
- Canton d'Authon-du-Perche
- Canton de Brou
- Canton de Châteaudun
- Canton de Cloyes-sur-le-Loir
- Canton d'Illiers
- Canton de La Loupe
- Canton de Nogent-le-Rotrou
- Canton de Thiron

Source : Journal Officiel du 14-15 Octobre 1958.

### Depuis 1988
La circonscription est délimitée par le découpage électoral de la loi no 86-1197 du 24 novembre 1986
, elle regroupe les divisions administratives suivantes : 
- Canton d'Authon-du-Perche
- Canton de Courville-sur-Eure
- Canton d'Illiers-Combray
- Canton de La Loupe
- Canton de Lucé
- Canton de Mainvilliers
- Canton de Nogent-le-Rotrou
- Canton de Thiron

D'après le recensement général de la population en 1999, réalisé par l'Institut national de la statistique et des études économiques (INSEE), la population totale de cette circonscription est estimée à 97 145 habitants,.

## Politique
Cette circonscription a connu depuis les années 1980 une évolution moins marquée que le reste du département. Le parti radical y est historiquement très fort, ce qui a permis à la gauche de voir élire son député Bertrand Gallet en 1988, dans un contexte d'émergence du Front national (Marie-France Stirbois devient députée de la circonscription voisine l'année suivante).
Lors de la vague bleue de 1993, la circonscription passe à droite, le sortant étant largement battu par l'UDF Patrick Hoguet. En 1997, la gauche reconquiert la circonscription dans le cadre d'une triangulaire avec le FN, mais reste loin de la majorité absolue en voix. François Huwart démissionne à l'été 1999 lorsqu'il devient secrétaire d'état du gouvernement Jospin et laisse la place à son suppléant, le socialiste Jacky Jaulneau.
2002 voit s'affronter les mêmes protagonistes qu'en 1997. Avec une différence de taille, la non-qualification du FN Philippe Loiseau pour le second tour. Le duel droite-gauche tourne nettement à l'avantage de Patrick Hoguet, investi cette fois par l'UMP. Mais en mars 2003 son élection est invalidée par le conseil constitutionnel pour infraction aux règles relatives au financement de sa campagne. Inéligible pour un an, Hoguet voit François Huwart remporter la législative partielle.
Enfin, en 2007, l'UMP reconquiert la circonscription malgré sa division (Patrick Hoguet, à la place duquel le parti avait investi Laure de La Raudière, se présentant en candidat indépendant) et à contre-courant de la tendance nationale.

## Historique des députations
| Législature | Début de mandat | Fin de mandat  | Député                                                     | Parti politique      | Observations                                                                                                  |
| ----------- | --------------- | -------------- | ---------------------------------------------------------- | -------------------- | --- |
| IXe         | 23 juin 1988    | 1er avril 1993 | Bertrand Gallet,                                           | PS,                  | |
| Xe          | 2 avril 1993    | 21 avril 1997  | Patrick Hoguet,                                            | UDF,                 | Mandat écourté à la suite d'une dissolution parlementaire décidée par Jacques Chirac.                         |
| XIe         | 12 juin 1997    | 18 juin 2002   | François Huwart,                                           | PRG,                 | Remplacé par son suppléant Jacky Jaulneau à la suite de son entrée au gouvernement Jospin le 29 juillet 1999. |
| XIIe        | 19 juin 2002    | 19 juin 2007   | Patrick Hoguet (jusqu'en mars 2003) François Huwart,       | UMP PRG,             | Changement de député à la suite de la législative partielle de mars 2003.                                     |
| XIIIe       | 20 juin 2007    | 19 juin 2012   | Laure de La Raudière,                                      | UMP,                 | |
| XIVe        | 20 juin 2012    | 20 juin 2017   | Laure de La Raudière                                       | UMP (2012) LR (2015) | |
| XVe         | 21 juin 2017    | 21 juin 2022   | Laure de La Raudière (jusqu'en janvier 2021) Luc Lamirault | LR Agir (2017) DVD   | Changement de député à la suite de la nomination de Laure de La Raudière comme présidente de l'ARCEP.         |
| XVIe        | 22 juin 2022    | 9 juin 2024    | Luc Lamirault                                              | Horizons-Ensemble    | Mandat écourté à la suite d'une dissolution parlementaire décidée par Emmanuel Macron.                        |
| XVIIe       | 8 juillet 2024  | En cours       | Harold Huwart                                              | PRV                  | |

## Historique des élections

### Élections de 1958
| Candidat       | Candidat             | Parti          | Premier tour | Premier tour | Second tour | Second tour |  |
| Candidat       | Candidat             | Parti          | Voix         | %            | Voix        | %           |  |
| -------------- | -------------------- | -------------- | ------------ | ------------ | ----------- | ----------- |  |
|                | Michel Hoguet élu    | app. UNR       | 13 005       | 31,09        | 17 798      | 41,98       |  |
|                | Henri Bonnet         | Radsoc         | 8 966        | 21,43        | 14 285      | 33,7        |  |
|                | Maurice Perche       | PCF            | 6 265        | 14,98        | 6 163       | 14,54       |  |
|                | François de Montfort | UNR            | 5 402        | 12,91        | 4 148       | 9,78        |  |
|                | Robert Huwart        | SFIO           | 4 431        | 10,59        | Retrait     | Retrait     |  |
|                | Roger Huteau         | UFF            | 3 270        | 7,82         | Retrait     | Retrait     |  |
|                | Georges Serfati      | CR             | 490          | 1,17         |             |             |  |
|                |                      |                |              |              |             |             |  |
| Inscrits       | Inscrits             | Inscrits       | 57 067       | 100,00       | 57 061      | 100,00      |  |
| Abstentions    | Abstentions          | Abstentions    | 13 573       | 23,78        | 13 715      | 24,04       |  |
| Votants        | Votants              | Votants        | 43 494       | 76,22        | 43 346      | 75,96       |  |
| Blancs et nuls | Blancs et nuls       | Blancs et nuls | 1 665        | 3,83         | 952         | 2,2         |  |
| Exprimés       | Exprimés             | Exprimés       | 41 829       | 96,17        | 42 394      | 97,8        |  |

Le suppléant de Michel Hoguet était Paul de Ponton d'Amécourt (d), exploitant agricole (céréalier), maire de La Chapelle-du-Noyer.

### Élections de 1962
| Candidat       | Candidat                    | Parti          | Premier tour | Premier tour | Second tour | Second tour |  |
| Candidat       | Candidat                    | Parti          | Voix         | %            | Voix        | %           |  |
| -------------- | --------------------------- | -------------- | ------------ | ------------ | ----------- | ----------- |  |
|                | Michel Hoguet sortant réélu | UNR-UDT        | 16 034       | 45,31        | 23 889      | 63,59       |  |
|                | Maurice Perche              | PCF            | 7 175        | 20,28        | 13 677      | 36,41       |  |
|                | Guy Cupfer                  | Radsoc (SFIO)  | 6 653        | 18,8         | Retrait     | Retrait     |  |
|                | Antoine de Layre            | CNIP           | 3 929        | 11,1         | Retrait     | Retrait     |  |
|                | François de Montfort        | Modérés        | 1 595        | 4,51         |             |             |  |
|                |                             |                |              |              |             |             |  |
| Inscrits       | Inscrits                    | Inscrits       | 57 129       | 100,00       | 57 123      | 100,00      |  |
| Abstentions    | Abstentions                 | Abstentions    | 20 307       | 35,55        | 17 025      | 29,8        |  |
| Votants        | Votants                     | Votants        | 36 822       | 64,45        | 40 098      | 70,2        |  |
| Blancs et nuls | Blancs et nuls              | Blancs et nuls | 1 436        | 3,9          | 2 532       | 6,31        |  |
| Exprimés       | Exprimés                    | Exprimés       | 35 386       | 96,1         | 37 566      | 93,69       |  |

Le suppléant de Michel Hoguet était Paul de Ponton d'Amécourt, exploitant agricole (céréalier), maire de La Chapelle-du-Noyer.

### Élections de 1967
| Candidat       | Candidat                    | Parti          | Premier tour | Premier tour | Second tour | Second tour |  |
| Candidat       | Candidat                    | Parti          | Voix         | %            | Voix        | %           |  |
| -------------- | --------------------------- | -------------- | ------------ | ------------ | ----------- | ----------- |  |
|                | Michel Hoguet sortant réélu | UD-Ve          | 19 226       | 43,1         | 25 223      | 56,67       |  |
|                | Maurice Perche              | PCF            | 10 166       | 22,79        | 19 289      | 43,33       |  |
|                | Paul Gauchery               | Radical (FGDS) | 8 851        | 19,84        | Retrait     | Retrait     |  |
|                | Paul Antier                 | Modérés        | 3 946        | 8,85         |             |             |  |
|                | Daniel Cogneau              | PSU            | 2 419        | 5,42         |             |             |  |
|                |                             |                |              |              |             |             |  |
| Inscrits       | Inscrits                    | Inscrits       | 57 024       | 100,00       | 57 018      | 100,00      |  |
| Abstentions    | Abstentions                 | Abstentions    | 10 950       | 19,2         | 10 258      | 17,99       |  |
| Votants        | Votants                     | Votants        | 46 074       | 80,8         | 46 760      | 82,01       |  |
| Blancs et nuls | Blancs et nuls              | Blancs et nuls | 1 466        | 3,18         | 2 248       | 4,81        |  |
| Exprimés       | Exprimés                    | Exprimés       | 44 608       | 96,82        | 44 512      | 95,19       |  |

Le suppléant de Michel Hoguet était Paul de Ponton d'Amécourt, exploitant agricole (céréalier).

### Élections de 1968
|                | Michel Hoguet sortant réélu | UDR (URP)      | 24 541 | 53,48  |  |  |  |
|                | Robert Huwart               | Radical (FGDS) | 13 868 | 30,22  |  |  |  |
|                | Maurice Perche              | PCF            | 7 480  | 16,3   |  |  |  |
|                |                             |                |        |        |  |  |  |
| Inscrits       | Inscrits                    | Inscrits       | 57 916 | 100,00 |  |  |  |
| Abstentions    | Abstentions                 | Abstentions    | 10 902 | 18,82  |  |  |  |
| Votants        | Votants                     | Votants        | 47 014 | 81,18  |  |  |  |
| Blancs et nuls | Blancs et nuls              | Blancs et nuls | 1 125  | 2,39   |  |  |  |
| Exprimés       | Exprimés                    | Exprimés       | 45 889 | 97,61  |  |  |  |

Le suppléant de Michel Hoguet était Paul de Ponton d'Amécourt, exploitant agricole (céréalier).

### Élections de 1973
| Candidat       | Candidat            | Parti               | Premier tour | Premier tour | Second tour | Second tour |  |
| Candidat       | Candidat            | Parti               | Voix         | %            | Voix        | %           |  |
| -------------- | ------------------- | ------------------- | ------------ | ------------ | ----------- | ----------- |  |
|                | Maurice Dousset élu | Divers droite (URP) | 15 300       | 31,48        | 26 468      | 57,09       |  |
|                | Maurice Perche      | PCF                 | 8 881        | 18,27        | 19 760      | 42,62       |  |
|                | Robert Huwart       | Divers gauche       | 8 729        | 17,96        | 134         | 0,29        |  |
|                | Philippe Lamirault  | MRG (UGSD)          | 7 622        | 15,68        | Retrait     | Retrait     |  |
|                | Charles Neveu       | CD (MR)             | 6 193        | 12,74        | Retrait     | Retrait     |  |
|                | Pierre Devaux       | CNIP                | 1 882        | 3,87         |             |             |  |
|                |                     |                     |              |              |             |             |  |
| Inscrits       | Inscrits            | Inscrits            | 60 532       | 100,00       | 60 516      | 100,00      |  |
| Abstentions    | Abstentions         | Abstentions         | 10 636       | 17,57        | 10 892      | 18          |  |
| Votants        | Votants             | Votants             | 49 896       | 82,43        | 49 624      | 82          |  |
| Blancs et nuls | Blancs et nuls      | Blancs et nuls      | 1 289        | 2,58         | 3 262       | 6,57        |  |
| Exprimés       | Exprimés            | Exprimés            | 48 607       | 97,42        | 46 362      | 93,43       |  |

Le suppléant de Maurice Dousset était Patrick Hoguet, fils du député sortant, administrateur principal aux Communautés Européennes, de Nogent-le-Rotrou.
Maurice Dousset siégea parmi les députés non-inscrits.

### Élections de 1978
| Candidat       | Candidat                      | Parti          | Premier tour | Premier tour | Second tour | Second tour |  |
| Candidat       | Candidat                      | Parti          | Voix         | %            | Voix        | %           |  |
| -------------- | ----------------------------- | -------------- | ------------ | ------------ | ----------- | ----------- |  |
|                | Maurice Dousset sortant réélu | UDF (PR)       | 25 594       | 45,15        | 32 014      | 54,87       |  |
|                | Robert Huwart                 | MRG            | 13 576       | 23,95        | 26 327      | 45,13       |  |
|                | Jean Hardy                    | PCF            | 11 281       | 19,9         | Retrait     | Retrait     |  |
|                | Jacques Le Marrec             | RPR            | 3 854        | 6,8          |             |             |  |
|                | José Duménil                  | LO             | 2 042        | 3,6          |             |             |  |
|                | S. Palmier                    | Extrême droite | 345          | 0,61         |             |             |  |
|                |                               |                |              |              |             |             |  |
| Inscrits       | Inscrits                      | Inscrits       | 69 254       | 100,00       | 69 266      | 100,00      |  |
| Abstentions    | Abstentions                   | Abstentions    | 10 980       | 15,85        | 9 734       | 14,05       |  |
| Votants        | Votants                       | Votants        | 58 274       | 84,15        | 59 532      | 85,95       |  |
| Blancs et nuls | Blancs et nuls                | Blancs et nuls | 1 582        | 2,71         | 1 191       | 2           |  |
| Exprimés       | Exprimés                      | Exprimés       | 56 692       | 97,29        | 58 341      | 98          |  |

Le suppléant de Maurice Dousset était Patrick Hoguet.

### Élections de 1981
|                | Maurice Dousset sortant réélu | UDF (PR)       | 26 933 | 52,27  |  |  |  |
|                | Bertrand Gallet               | PS             | 10 440 | 20,26  |  |  |  |
|                | François Huwart               | MRG            | 8 204  | 15,92  |  |  |  |
|                | Jean Hardy                    | PCF            | 5 945  | 11,54  |  |  |  |
|                |                               |                |        |        |  |  |  |
| Inscrits       | Inscrits                      | Inscrits       | 70 555 | 100,00 |  |  |  |
| Abstentions    | Abstentions                   | Abstentions    | 18 250 | 25,87  |  |  |  |
| Votants        | Votants                       | Votants        | 52 305 | 74,13  |  |  |  |
| Blancs et nuls | Blancs et nuls                | Blancs et nuls | 783    | 1,5    |  |  |  |
| Exprimés       | Exprimés                      | Exprimés       | 51 522 | 98,5   |  |  |  |

Le suppléant de Maurice Dousset était Patrick Hoguet.

### Élections de 1988
| Candidat       | Candidat            | Parti          | Premier tour | Premier tour | Second tour | Second tour |  |
| Candidat       | Candidat            | Parti          | Voix         | %            | Voix        | %           |  |
| -------------- | ------------------- | -------------- | ------------ | ------------ | ----------- | ----------- |  |
|                | Patrick Hoguet      | UDF (PR)       | 15 334       | 37,06        | 22 271      | 49,4        |  |
|                | Bertrand Gallet élu | PS             | 10 398       | 25,13        | 22 809      | 50,6        |  |
|                | François Huwart     | MRG            | 8 806        | 21,28        | Retrait     | Retrait     |  |
|                | Hélène Utzinger     | FN             | 4 057        | 9,8          |             |             |  |
|                | Maurice Tropinat    | PCF            | 2 785        | 6,73         |             |             |  |
|                |                     |                |              |              |             |             |  |
| Inscrits       | Inscrits            | Inscrits       | 66 132       | 100,00       | 66 318      | 100,00      |  |
| Abstentions    | Abstentions         | Abstentions    | 23 690       | 35,82        | 20 036      | 30,21       |  |
| Votants        | Votants             | Votants        | 42 442       | 64,18        | 46 282      | 69,79       |  |
| Blancs et nuls | Blancs et nuls      | Blancs et nuls | 1 062        | 2,5          | 1 202       | 2,6         |  |
| Exprimés       | Exprimés            | Exprimés       | 41 380       | 97,5         | 45 080      | 97,4        |  |

Le suppléant de Bertrand Gallet était James Benoist, instituteur puis professeur, de Lucé.

### Élections de 1993
| Candidat       | Candidat                | Parti                      | Premier tour | Premier tour | Second tour | Second tour |  |
| Candidat       | Candidat                | Parti                      | Voix         | %            | Voix        | %           |  |
| -------------- | ----------------------- | -------------------------- | ------------ | ------------ | ----------- | ----------- |  |
|                | Patrick Hoguet élu      | UDF (PR)                   | 18 181       | 40,91        | 25 512      | 57,68       |  |
|                | Bertrand Gallet sortant | PS (ADFP)                  | 10 645       | 23,95        | 18 716      | 42,32       |  |
|                | Jean Thioux             | FN                         | 6 937        | 15,61        |             |             |  |
|                | Jean-François Anquetil  | GÉ (EÉ)                    | 2 748        | 6,18         |             |             |  |
|                | Jacques Malnou          | PCF                        | 2 323        | 5,23         |             |             |  |
|                | Sylvie Paggiolo         | LT-LNÉ                     | 1 105        | 2,49         |             |             |  |
|                | Jean-Claude Guéguen     | Divers gauche (Maj. prés.) | 965          | 2,17         |             |             |  |
|                | Roger Letertre          | Divers gauche              | 871          | 1,96         |             |             |  |
|                | Denise Debort           | UDI                        | 435          | 0,98         |             |             |  |
|                | Jean Ravet              | Divers gauche (Maj. prés.) | 228          | 0,51         |             |             |  |
|                |                         |                            |              |              |             |             |  |
| Inscrits       | Inscrits                | Inscrits                   | 67 522       | 100,00       | 67 519      | 100,00      |  |
| Abstentions    | Abstentions             | Abstentions                | 20 182       | 29,89        | 19 837      | 29,38       |  |
| Votants        | Votants                 | Votants                    | 47 340       | 70,11        | 47 682      | 70,62       |  |
| Blancs et nuls | Blancs et nuls          | Blancs et nuls             | 2 902        | 6,13         | 3 454       | 7,24        |  |
| Exprimés       | Exprimés                | Exprimés                   | 44 438       | 93,87        | 44 228      | 92,76       |  |

Le suppléant de Patrick Hoguet était Jacques Lecœur, conseiller municipal de Lucé.

### Élections de 1997
| Candidat       | Candidat               | Parti          | Premier tour | Premier tour | Second tour | Second tour |  |
| Candidat       | Candidat               | Parti          | Voix         | %            | Voix        | %           |  |
| -------------- | ---------------------- | -------------- | ------------ | ------------ | ----------- | ----------- |  |
|                | Patrick Hoguet sortant | UDF (PR)       | 12 886       | 29,56        | 19 745      | 41,09       |  |
|                | François Huwart élu    | PRS (PS)       | 11 557       | 26,52        | 20 502      | 42,67       |  |
|                | Philippe Loiseau       | FN             | 8 653        | 19,85        | 7 806       | 16,24       |  |
|                | Jacques Malnou         | PCF            | 2 631        | 6,04         |             |             |  |
|                | Mireille Lépine        | Les Verts      | 1 922        | 4,41         |             |             |  |
|                | Hugues Debaillon       | MPF (LDI)      | 1 623        | 3,72         |             |             |  |
|                | Roland Jo              | LO             | 1 393        | 3,2          |             |             |  |
|                | Alexis Patronoff       | GÉ             | 1 344        | 3,08         |             |             |  |
|                | Thierry Rey            | Divers droite  | 686          | 1,57         |             |             |  |
|                | Erik Lambert           | MDC            | 600          | 1,38         |             |             |  |
|                | Gaëtan Thoumieux       | Divers droite  | 291          | 0,67         |             |             |  |
|                |                        |                |              |              |             |             |  |
| Inscrits       | Inscrits               | Inscrits       | 67 829       | 100,00       | 67 798      | 100,00      |  |
| Abstentions    | Abstentions            | Abstentions    | 21 693       | 31,98        | 17 834      | 26,3        |  |
| Votants        | Votants                | Votants        | 46 136       | 68,02        | 49 964      | 73,7        |  |
| Blancs et nuls | Blancs et nuls         | Blancs et nuls | 2 550        | 5,53         | 1 911       | 3,82        |  |
| Exprimés       | Exprimés               | Exprimés       | 43 586       | 94,47        | 48 053      | 96,18       |  |

Le suppléant de François Huwart était Jacky Jaulneau, PS, instituteur, conseiller général du canton de Courville-sur-Eure, maire de Chuisnes. Jacky Jaulneau remplaça François Huwart, nommé membre du gouvernement, du 29 août 1999 au 18 juin 2002.

### Élections de 2002
| Candidat       | Candidat                | Parti            | Premier tour | Premier tour | Second tour | Second tour |  |
| Candidat       | Candidat                | Parti            | Voix         | %            | Voix        | %           |  |
| -------------- | ----------------------- | ---------------- | ------------ | ------------ | ----------- | ----------- |  |
|                | Patrick Hoguet élu      | UMP              | 14 945       | 34,84        | 21 181      | 53,08       |  |
|                | François Huwart sortant | PRG              | 13 676       | 31,88        | 18 725      | 46,92       |  |
|                | Philippe Loiseau        | FN               | 6 873        | 16,02        |             |             |  |
|                | Jacques Morland         | UDF              | 2 184        | 5,09         |             |             |  |
|                | François Picard         | CPNT             | 1 053        | 2,45         |             |             |  |
|                | Michel Quéchon          | PCF              | 1 042        | 2,43         |             |             |  |
|                | Anne-Catherine Gode     | LO               | 893          | 2,08         |             |             |  |
|                | Hugues Deballon         | MPF              | 759          | 1,77         |             |             |  |
|                | Stéphane Formery        | PT               | 582          | 1,36         |             |             |  |
|                | Sylvie Sabatier         | Pôle républicain | 504          | 1,17         |             |             |  |
|                | Luc Poitevin            | MNR              | 385          | 0,9          |             |             |  |
|                |                         |                  |              |              |             |             |  |
| Inscrits       | Inscrits                | Inscrits         | 69 335       | 100,00       | 69 333      | 100,00      |  |
| Abstentions    | Abstentions             | Abstentions      | 25 432       | 36,68        | 27 744      | 40,02       |  |
| Votants        | Votants                 | Votants          | 43 903       | 63,32        | 41 589      | 59,98       |  |
| Blancs et nuls | Blancs et nuls          | Blancs et nuls   | 1 007        | 2,29         | 1 683       | 4,05        |  |
| Exprimés       | Exprimés                | Exprimés         | 42 896       | 97,71        | 39 906      | 95,95       |  |

Le suppléant de Patrick Hoguet était Anthony Blanc, cultivateur, conseiller municipal de Mainvilliers.

### Élection partielle de 2003
À la suite de l'invalidation de l'élection de Patrick Hoguet, une élection partielle est organisée les 16 et 23 mars 2003.
A l'issue du premier tour, l'ancien député et maire de Nogent-le-Rotrou François Huwart vire largement en tête, rassemblant 42,3% des suffrages exprimés, contre 34,2% au premier édile de Châtillon-en-Dunois, Claude Térouinard. Si la droite stagne par-rapport au scrutin annulé de 2002, la gauche de Huwart progresse nettement, lui permettant de prendre la tête du scrutin. 
En troisième position avec 15,5% des voix, le candidat du Front National Philippe Loiseau obtient un score pratiquement équivalent à celui récolté un an plus tôt. A gauche des socialistes, le scrutin partiel est l'occasion de se remettre des mauvais résultats décrochés lors du vote annulé, où pas un seul candidat, du PCF à LO en passant par le Parti des travailleurs, n'avait obtenu plus de 3% des suffrages exprimés. Le communiste Michel Céchon, à 3,5%, progresse de plus d'un point tandis que la candidate de Lutte ouvrière frôle la barre des 5%, offrant au parti troskyste son meilleur score de la circonscription. Au second tour, François Huwart l'emporte nettement sur Claude Térouinard, faisant rebasculer la circonscription dans le camp de la gauche parlementaire.
| Candidat                          | Candidat            | Parti          | Premier tour | Premier tour | Second tour | Second tour |  |
| Candidat                          | Candidat            | Parti          | Voix         | %            | Voix        | %           |  |
| --------------------------------- | ------------------- | -------------- | ------------ | ------------ | ----------- | ----------- |  |
|                                   | François Huwart     | PRG (PS)       | 12 111       | 42,29        | 15 667      | 55,02       |  |
|                                   | Claude Térouinard   | UMP            | 9 793        | 34,2         | 12 808      | 44,98       |  |
|                                   | Philippe Loiseau    | FN             | 4 434        | 15,48        |             |             |  |
|                                   | Anne-Catherine Gode | LO             | 1 303        | 4,55         |             |             |  |
|                                   | Michel Quéchon      | PCF            | 997          | 3,48         |             |             |  |
|                                   |                     |                |              |              |             |             |  |
| Inscrits                          | Inscrits            | Inscrits       | 68 522       | 100,00       | 68 915      | 100,00      |  |
| Abstentions                       | Abstentions         | Abstentions    | 38 815       | 56,65        | 38 807      | 56,31       |  |
| Votants                           | Votants             | Votants        | 29 707       | 43,35        | 30 108      | 43,69       |  |
| Blancs et nuls                    | Blancs et nuls      | Blancs et nuls | 1 069        | 3,6          | 1 633       | 5,42        |  |
| Exprimés                          | Exprimés            | Exprimés       | 28 638       | 96,4         | 28 475      | 94,58       |  |
| Source : Ministère de l'Intérieur |                     |                |              |              |             |             |  |

Le suppléant de François Huwart était Jacky Jaulneau.

### Élections de 2007
| Candidat       | Candidat                  | Parti          | Premier tour | Premier tour | Second tour | Second tour |  |
| Candidat       | Candidat                  | Parti          | Voix         | %            | Voix        | %           |  |
| -------------- | ------------------------- | -------------- | ------------ | ------------ | ----------- | ----------- |  |
|                | Laure de La Raudière élue | UMP            | 14 579       | 34,97        | 21 648      | 53,32       |  |
|                | François Huwart sortant   | PRG            | 12 470       | 29,91        | 18 950      | 46,68       |  |
|                | Patrick Hoguet            | Divers droite  | 4 797        | 11,51        |             |             |  |
|                | Philippe Loiseau          | FN             | 3 000        | 7,2          |             |             |  |
|                | Isabelle Diveki           | UDF–MoDem      | 2 309        | 5,54         |             |             |  |
|                | Karim Laanaya             | Les Verts      | 1 125        | 2,7          |             |             |  |
|                | Stéphane Mourad           | LCR            | 756          | 1,81         |             |             |  |
|                | Pascal Emmanuel           | PCF            | 666          | 1,6          |             |             |  |
|                | Hugues Deballon           | MPF            | 593          | 1,42         |             |             |  |
|                | Anne-Catherine Godde      | LO             | 552          | 1,32         |             |             |  |
|                | Françoise Ribeiro         | CPNT           | 527          | 1,26         |             |             |  |
|                | Nicole Mas                | PT             | 316          | 0,76         |             |             |  |
|                |                           |                |              |              |             |             |  |
| Inscrits       | Inscrits                  | Inscrits       | 71 277       | 100,00       | 71 275      | 100,00      |  |
| Abstentions    | Abstentions               | Abstentions    | 28 732       | 40,31        | 29 379      | 41,22       |  |
| Votants        | Votants                   | Votants        | 42 545       | 59,69        | 41 896      | 58,78       |  |
| Blancs et nuls | Blancs et nuls            | Blancs et nuls | 855          | 2,01         | 1 298       | 3,1         |  |
| Exprimés       | Exprimés                  | Exprimés       | 41 690       | 97,99        | 40 598      | 96,9        |  |

Le suppléant de Laure de La Raudière était Jean-François Nomblot, avocat à Nogent-le-Rotrou.

### Élections de 2012
| Candidat       | Candidat                             | Parti          | Premier tour | Premier tour | Second tour | Second tour |  |
| Candidat       | Candidat                             | Parti          | Voix         | %            | Voix        | %           |  |
| -------------- | ------------------------------------ | -------------- | ------------ | ------------ | ----------- | ----------- |  |
|                | Laure de La Raudière sortante réélue | UMP            | 15 906       | 38,41        | 21 556      | 52,58       |  |
|                | Harold Huwart                        | PRG (PS, EÉLV) | 14 837       | 35,83        | 19 443      | 47,42       |  |
|                | Philippe Loiseau                     | RBM (FN)       | 6 304        | 15,22        |             |             |  |
|                | Mylène Chartrain                     | FG (PCF) (PG)  | 1 730        | 4,18         |             |             |  |
|                | Marie-Hélène Avenet-Chevée           | CpF (MoDem)    | 638          | 1,54         |             |             |  |
|                | Roland Hélie                         | NDP            | 371          | 0,90         |             |             |  |
|                | Vivette Joly                         | LT-LNÉ         | 331          | 0,80         |             |             |  |
|                | Éric Marchand                        | DLR            | 248          | 0,60         |             |             |  |
|                | Anne Bitterlin                       | MÉI            | 240          | 0,58         |             |             |  |
|                | Vincent Chevrollier                  | LO             | 226          | 0,55         |             |             |  |
|                | Nicole Mas                           | POI            | 193          | 0,47         |             |             |  |
|                | Sygrid Dumoncay                      | NPA            | 156          | 0,38         |             |             |  |
|                | Amandine Dalmasso                    | LFA (AÉI)      | 132          | 0,32         |             |             |  |
|                | Pierre Sabattier                     | UPF            | 94           | 0,23         |             |             |  |
|                |                                      |                |              |              |             |             |  |
| Inscrits       | Inscrits                             | Inscrits       | 71 269       | 100,00       | 71 263      | 100,00      |  |
| Abstentions    | Abstentions                          | Abstentions    | 29 241       | 41,03        | 29 067      | 40,79       |  |
| Votants        | Votants                              | Votants        | 42 028       | 58,97        | 42 196      | 59,21       |  |
| Blancs et nuls | Blancs et nuls                       | Blancs et nuls | 622          | 1,48         | 1 197       | 2,84        |  |
| Exprimés       | Exprimés                             | Exprimés       | 41 406       | 98,52        | 40 999      | 97,16       |  |

Le suppléant de Laure de La Raudière était Éric Gérard, conseiller général, maire de La Loupe.

### Élections de 2017
|                                                                              |                                                                                                 |                           |                           |                          |                          |
|                                                                              |                                                                                                 | Premier tour 11 juin 2017 | Premier tour 11 juin 2017 | Second tour 18 juin 2017 | Second tour 18 juin 2017 |
|                                                                              |                                                                                                 |                           |                           |                          |                          |
|                                                                              |                                                                                                 | Nombre                    | % des inscrits            | Nombre                   | % des inscrits           |
| Inscrits                                                                     | Inscrits                                                                                        | 70 723                    | 100,00                    | 70 743                   | 100,00                   |
| Abstentions                                                                  | Abstentions                                                                                     | 35 280                    | 49,88                     | 38 883                   | 54,96                    |
| Votants                                                                      | Votants                                                                                         | 35 443                    | 50,12                     | 31 860                   | 45,04                    |
|                                                                              |                                                                                                 |                           | % des votants             |                          | % des votants            |
| Bulletins blancs                                                             | Bulletins blancs                                                                                | 593                       | 1,67                      | 1 984                    | 6,23                     |
| Bulletins nuls                                                               | Bulletins nuls                                                                                  | 258                       | 0,73                      | 879                      | 2,76                     |
| Suffrages exprimés                                                           | Suffrages exprimés                                                                              | 34 592                    | 97,60                     | 28 997                   | 91,01                    |
|                                                                              |                                                                                                 |                           |                           |                          |                          |
| Candidat Étiquette politique (partis et alliances)                           | Candidat Étiquette politique (partis et alliances)                                              | Voix                      | % des exprimés            | Voix                     | % des exprimés           |
|                                                                              |                                                                                                 |                           |                           |                          |                          |
|                                                                              | Harold Huwart Parti radical de gauche (Parti socialiste)                                        | 10 780                    | 31,16                     | 12 729                   | 43,90                    |
|                                                                              | Laure de La Raudière (députée sortante) Les Républicains (Union des démocrates et indépendants) | 10 662                    | 30,82                     | 16 268                   | 56,10                    |
|                                                                              | Guylaine Bercher Front national                                                                 | 6 211                     | 17,96                     |                          |                          |
|                                                                              | Pascale Certain La France insoumise                                                             | 3 498                     | 10,11                     |                          |                          |
|                                                                              | Françoise Réparat Europe Écologie Les Verts                                                     | 1 000                     | 2,89                      |                          |                          |
|                                                                              | Aziz Bouslimani Divers gauche                                                                   | 526                       | 1,52                      |                          |                          |
|                                                                              | Roger Tran Debout la France                                                                     | 520                       | 1,50                      |                          |                          |
|                                                                              | Florent Gauthier Divers droite (577-Les Indépendants)                                           | 378                       | 1,09                      |                          |                          |
|                                                                              | Vincent Chevrollier Lutte ouvrière                                                              | 347                       | 1,00                      |                          |                          |
|                                                                              | Vivette Joly Écologiste (Mouvement 100 %)                                                       | 286                       | 0,83                      |                          |                          |
|                                                                              | Élisabeth Bacle Extrême gauche (Parti ouvrier indépendant démocratique)                         | 201                       | 0,58                      |                          |                          |
|                                                                              | Émilie Fabre Divers (Union populaire républicaine)                                              | 183                       | 0,53                      |                          |                          |
| Source : Ministère de l'Intérieur - Troisième circonscription d'Eure-et-Loir |                                                                                                 |                           |                           |                          |                          |

Le suppléant de Laure de La Raudière était Luc Lamirault, chef d'entreprise, maire de Saint-Denis-d'Authou, conseiller départemental du canton de Nogent-le-Rotrou. Luc Lamirault remplaça Laure de La Raudière, nommée membre du gouvernement, du 22 janvier 2021 au 12 juin 2022. Il siégeait au groupe Horizons.

### Élections de 2022
|                                                    |                                                                                              |                           |                           |                          |                          |
|                                                    |                                                                                              | Premier tour 12 juin 2022 | Premier tour 12 juin 2022 | Second tour 19 juin 2022 | Second tour 19 juin 2022 |
|                                                    |                                                                                              |                           |                           |                          |                          |
|                                                    |                                                                                              | Nombre                    | % des inscrits            | Nombre                   | % des inscrits           |
| Inscrits                                           | Inscrits                                                                                     | 71 342                    | 100                       | 71 343                   | 100                      |
| Abstentions                                        | Abstentions                                                                                  | 37 670                    | 52,80                     | 38 850                   | 54,46                    |
| Votants                                            | Votants                                                                                      | 33 672                    | 47,20                     | 32 493                   | 45,54                    |
|                                                    |                                                                                              |                           | % des votants             |                          | % des votants            |
| Bulletins blancs                                   | Bulletins blancs                                                                             | 523                       | 1,55                      | 2 059                    | 6,34                     |
| Bulletins nuls                                     | Bulletins nuls                                                                               | 222                       | 0,66                      | 678                      | 2,09                     |
| Suffrages exprimés                                 | Suffrages exprimés                                                                           | 32 927                    | 97,79                     | 29 756                   | 91,58                    |
|                                                    |                                                                                              |                           |                           |                          |                          |
| Candidat Étiquette politique (partis et alliances) | Candidat Étiquette politique (partis et alliances)                                           | Voix                      | % des exprimés            | Voix                     | % des exprimés           |
|                                                    |                                                                                              |                           |                           |                          |                          |
|                                                    | Luc Lamirault* Ensemble !                                                                    | 9 505                     | 28,87                     | 16 055                   | 53,96                    |
|                                                    | Régine Flaunet Rassemblement national                                                        | 8 086                     | 24,56                     | 13 701                   | 46,04                    |
|                                                    | Valéria Dos Santos Orfila Nouvelle Union populaire écologique et sociale La France insoumise | 6 283                     | 19,08                     |                          |                          |
|                                                    | Rémi Martial Les Républicains                                                                | 2 934                     | 8,91                      |                          |                          |
|                                                    | Carole Geraci Sans étiquette                                                                 | 1 705                     | 5,18                      |                          |                          |
|                                                    | Éric Laqua Reconquête                                                                        | 1 134                     | 3,44                      |                          |                          |
|                                                    | Vivette Joly Mouvement pour les animaux                                                      | 904                       | 2,75                      |                          |                          |
|                                                    | Soumaya Dardaba Écologie au centre                                                           | 620                       | 1,88                      |                          |                          |
|                                                    | Damien Bouticourt Droite souverainiste                                                       | 539                       | 1,64                      |                          |                          |
|                                                    | Romain Ribas Divers centre                                                                   | 329                       | 1,00                      |                          |                          |
|                                                    | Vincent Chevrollier Lutte ouvrière                                                           | 325                       | 0,99                      |                          |                          |
|                                                    | Claire Barbier Parti animaliste                                                              | 289                       | 0,88                      |                          |                          |
|                                                    | Aurore Lamoureux Parti ouvrier indépendant démocratique                                      | 274                       | 0,83                      |                          |                          |
| * Député sortant                                   |                                                                                              |                           |                           |                          |                          |

Le suppléant de Luc Lamirault était Hervé Buisson, cadre, conseiller départemental du canton d'Illiers-Combray, maire de Courville-sur-Eure.

### Élections de 2024
| Candidat   | Candidat            | Parti et coalition | Nuance     | Premier tour | Premier tour | Second tour | Second tour |
| Candidat   | Candidat            | Parti et coalition | Nuance     | Voix         | %            | Voix        | %           |
| ---------- | ------------------- | ------------------ | ---------- | ------------ | ------------ | ----------- | ----------- |
|            | Christophe Bay      | RN                 | RN         | 19 178       | 42,41        | 21 478      | 47,42       |
|            | Harold Huwart       | PR                 | DVC        | 16 439       | 36,35        | 23 815      | 52,58       |
|            | Rémi Martial        | LR                 | LR         | 5748         | 12,71        |             |             |
|            | Vincent Chevrollier | LO                 | EXG        | 3 107        | 6,87         |             |             |
|            | Éric Laqua          | REC                | REC        | 751          | 1,66         |             |             |
|            |                     |                    |            |              |              |             |             |
| Inscrits   | Inscrits            | Inscrits           | Inscrits   | 71 148       | 100,00       | 71 161      | 100,00      |
| Abstention | Abstention          | Abstention         | Abstention | 24 429       | 34,34        | 23 830      | 33,49       |
| Votants    | Votants             | Votants            | Votants    | 46 719       | 65,66        | 47 331      | 66,51       |
| Exprimés   | Exprimés            | Exprimés           | Exprimés   | 45 223       | 96,80        | 45 293      | 95,69       |
| Blancs     | Blancs              | Blancs             | Blancs     | 1 120        | 2,40         | 1 545       | 3,26        |
| Nuls       | Nuls                | Nuls               | Nuls       | 376          | 0,80         | 493         | 1,04        |

Le suppléant d'Harold Huwart est Eric Gérard, pharmacien, maire DVD de La Loupe.
La gauche (Nouveau Front populaire) ne présentait pas de candidat à ce scrutin. Le Parti socialiste avait retiré sa candidate, Carole Géraci. Le mouvement Horizons avait également retiré sa candidate, Anna Stépanoff.

#### Département d'Eure-et-Loir
- La fiche de l'INSEE de cette circonscription : « Tableaux et Analyses de la troisième circonscription d'Eure-et-Loir », sur insee.fr, site de l'Institut national de la statistique et des études économiques (consulté le 10 juin 2007) [PDF]

- « Tous les députés du département d'Eure-et-Loir depuis 1789 » [archive du 30 septembre 2007], sur assemblee-nationale.fr, site de l'Assemblée nationale française (consulté le 10 juin 2007)

- « Informations contentieuses sur le département d'Eure-et-Loir (Élections législatives de 2002) », sur conseil-constitutionnel.fr, site du Conseil constitutionnel (consulté le 13 juin 2007)

#### Circonscriptions en France
- « Carte des circonscriptions législatives en France », sur assemblee-nationale.fr, site de l'Assemblée nationale française (consulté le 20 juin 2007)

- « Résultats électoraux officiels en France », sur interieur.gouv.fr, site du ministère de l'Intérieur (France) (consulté le 13 juin 2007)

- Description et Atlas des circonscriptions électorales de France sur « http://www.atlaspol.com »(Archive.org • Wikiwix • Archive.is • Google • Que faire ?), Atlaspol, site de cartographie géopolitique, consulté le 13 juin 2007.